# Авилов, Михаил Иванович
Михаи́л Ива́нович Ави́лов (6 [18] сентября 1882, Санкт-Петербург — 14 апреля 1954, Ленинград) — русский, позднее советский живописец и график, представитель соцреалистической школы, педагог; мастер батальной и исторической картины на сюжеты из русской и советской военной истории, также работал как иллюстратор и театральный декоратор. Член Ассоциации художников революционной России (с 1923), действительный член Академии художеств СССР (с 1947). Заслуженный деятель искусств РСФСР (1944), лауреат Сталинской премии первой степени (1946), народный художник РСФСР (1953).

## Даты жизни

Могила Авилова в Некрополе мастеров искусств в Санкт-Петербурге.

Родился 6 (18) сентября 1882 года в Санкт-Петербурге. Участник Первой мировой войны.
1893 год — учился в Рисовальной школе ОПХ.
1903 год — в студии Л. Е. Дмитриева-Кавказского.
1904 год — учёба в Высшем художественном училище, мастерская Ф. А. Рубо, с 1910 — у Н. С. Самокиша.
1913 год — присвоено звания художника за картину «Царевич на прогулке» (1.11.1913).
1916 год — первая премия «Общества поощрения художеств» за картину «Опричники».
1918 — в Сибири (Тюмень, Иркутск, Барнаул), работал с издательствами, театрами, преподавал в различных художественных школах.
1921 — на преподавательской работе в Рисовальной школе «Общества поощрения художеств» и в Академии художеств.
1922 — преподаёт в Ленинградском художественно-промышленном техникуме (по 1930 год).
1923 — член Ассоциации художников революционной России.
1941 — работа в блокадном Ленинграде (по декабрь).
1947 — действительный член АХ СССР. Преподаватель в ЛИЖСА имени И. Е. Репина в Ленинграде (до самой смерти), профессор, доктор искусствоведения.
Умер 14 апреля 1954 года. Похоронен на Тихвинском кладбище — Некрополе мастеров искусств; на могиле — надгробие с бронзовым бюстом работы Николая Дыдыкина (1955).

## Награды
- орден Трудового Красного Знамени (15.05.1941) — за выдающиеся заслуги в деле развития советской живописи
- медаль «За доблестный труд в Великой Отечественной войне 1941-1945 гг.»
- народный художник РСФСР (1953)
- заслуженный деятель искусств РСФСР (1944)
- Сталинская премия первой степени (1946) — за картину «Поединок Пересвета с Челубеем на Куликовом поле» (1943)

## Творчество
Работал главным образом в батальном жанре, мастер исторических полотен. Первые фронтовые зарисовки в годы Первой мировой войны были опубликованы в петроградских журналах «Нива» и «Солнце России». Многие картины построены как многофигурные композиции по героико-историческим принципам. В основном творчество посвящено знаменательным российским событиям и временам гражданской войны, участник создания панорамы «Штурм Перекопа». Работал также в книжной графике, автор многих плакатов времён 1920-х годов.

## Выставки
Принимал участие в выставках с 1908 года, в том числе на выставках Академии художеств, Общества художников имени А. И. Куинджи и других.

## Галерея

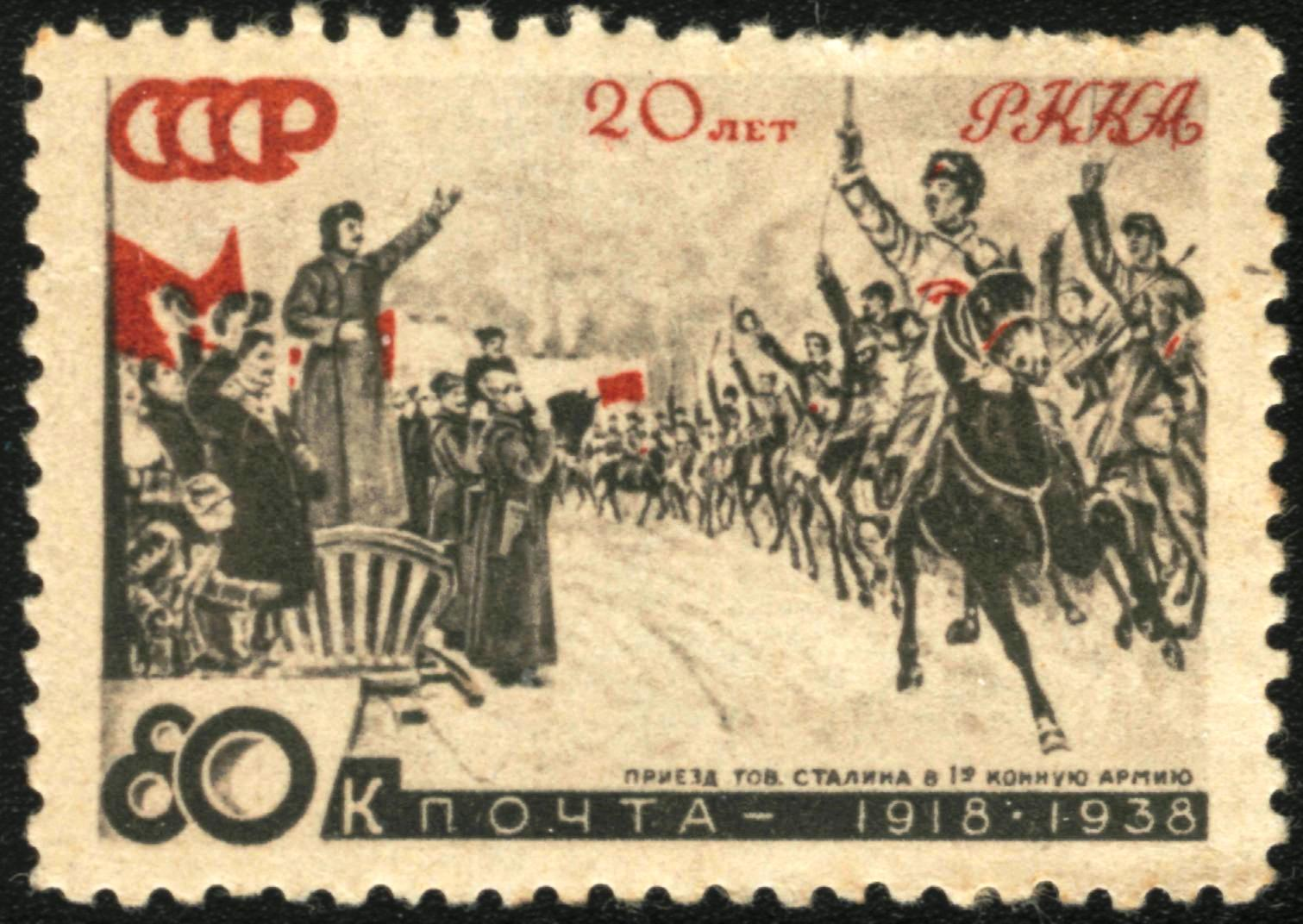
Марка по картине М. Авилова (1933) «Приезд И. В. Сталина в Первую Конную армию», 1938

Работы Михаила Авилова находятся в Русском музее, Третьяковской галерее, Пермской картинной галерее, в Днепропетровском художественном музее, Днепропетровском историческом музее им. Д. И. Яворницкого, Николаевском художественном музее им В. В. Верещагина, в общественных и частных собраниях.
- «Молодой царевич и бояре-воспитатели» (1913)
- «Опричники» (1916)
- «Прорыв польского фронта Первой Конной армией в 1920 году» (1928, Центральный музей Вооружённых Сил России, Москва)
- «Танки на выжидательной позиции» (1932), Вологодская областная картинная галерея[6]
- «Поединок Пересвета с Челубеем на Куликовом поле» (1943, Русский музей)

## Ученики

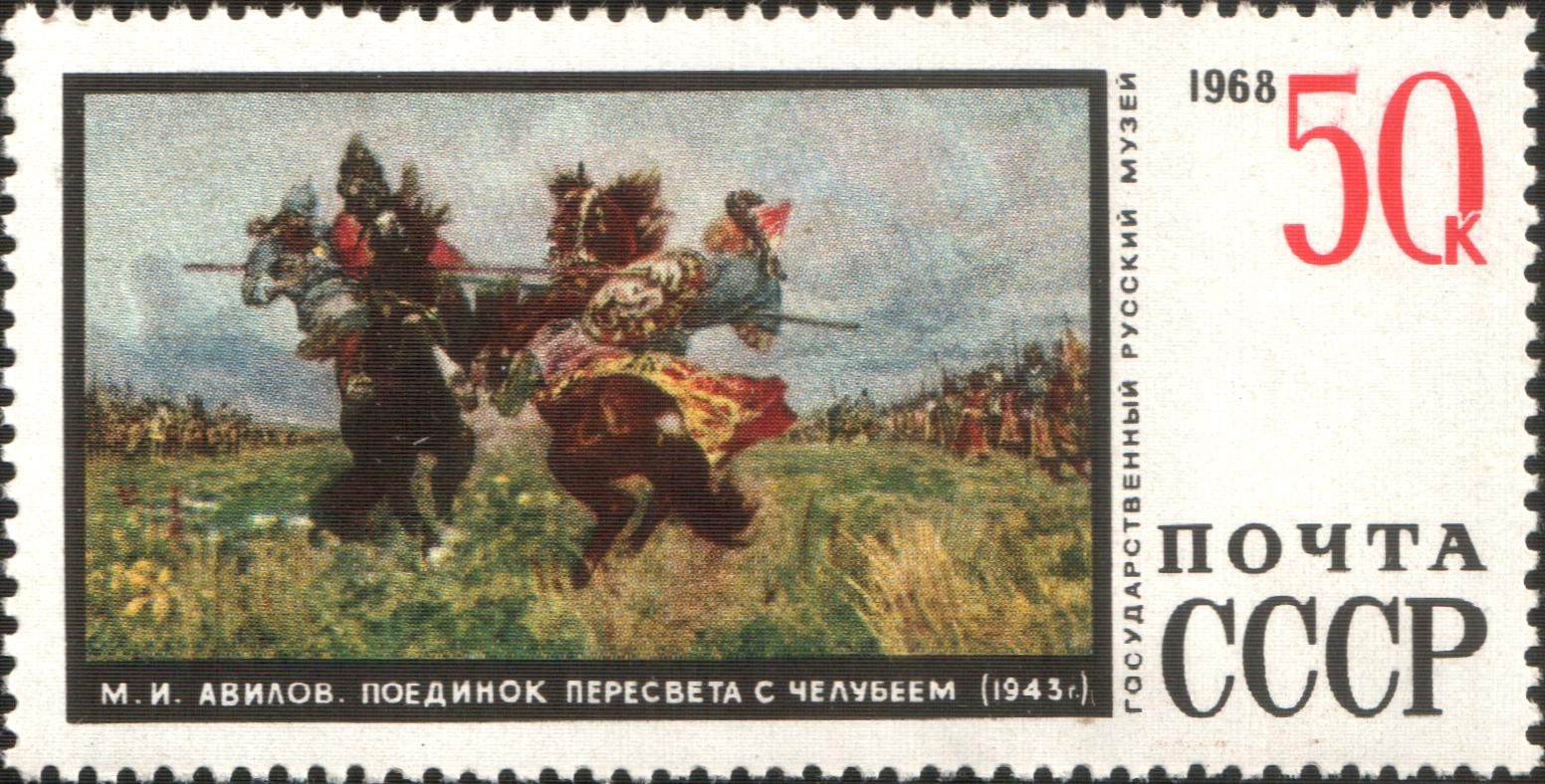
Марка СССР: Михаил Иванович Авилов (1882—1954). «Поединок Пересвета с Челубеем» (1943). Серия: Картины Государственного Русского музея (Санкт-Петербург)

- Марка СССР: Михаил Иванович Авилов (1882—1954). «Поединок Пересвета с Челубеем» (1943). Серия: Картины Государственного Русского музея (Санкт-Петербург)Годлевский, Иван Иванович (1908—1998)
- Добрина, Мария Фёдоровна (1920—1995)
- Захарьин, Владимир Алексеевич (1909—1993)
- Мамбеев, Сабур Абдрасулович  (р. 1928)
- Романычев, Александр Дмитриевич (1919—1989)
- Скориков, Юрий Иванович (1924—1994)
- Тельжанов, Канафия (1927—2013)
- Тетерин, Виктор Кузьмич (1922—1991)
- Чарский, Евгений Гаврилович (1919—1993)
- Рубин, Ефим Евсеевич (1919—1992)